# Cudurru

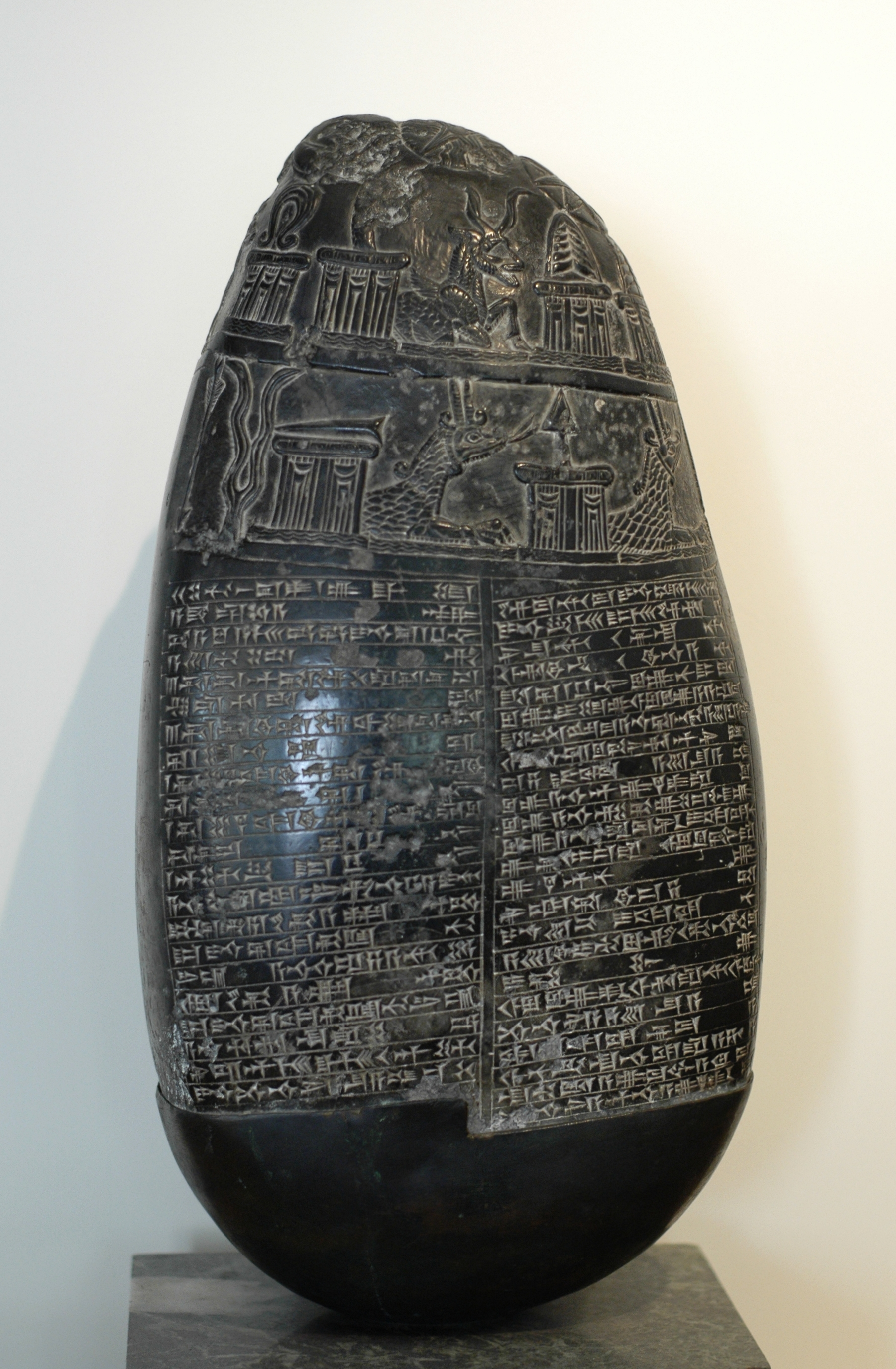
O "seixo Michaux", atualmente exposto na Biblioteca Nacional da França

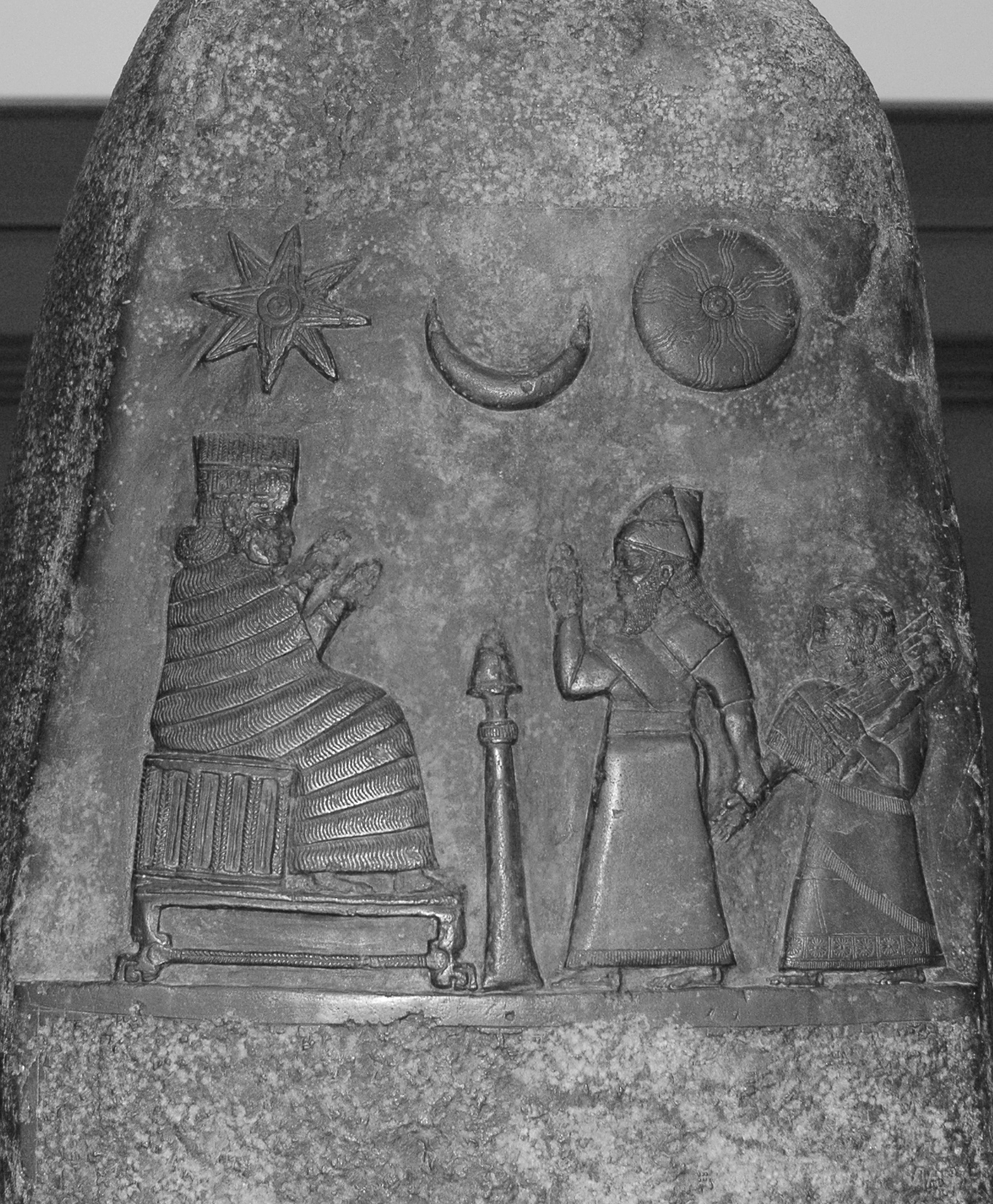
Baixo-relevo de um cudurru do século XII a.C. mostrando o rei apresentando a sua filha à deusa Nanaia; Museu do Louvre

Os cudurrus (kudurrus) são estelas de registo de doação de terras no reino da Babilónia. O seu nome, que significa "fronteira" ou "limite" em acádio, deve-se ao facto de serem usados como marco de limite de terras. Constituem os únicos testemunhos artísticos do período cassita, do qual datam a maior parte das peças encontradas.

## Contexto histórico e descrição
Depois do reino glorioso de Hamurabi, o império babilónico caiu lentamente em decadência. Enfraquecido pelos ataques dos cassitas, um povo cuja origem é incerta que surgiu na Mesopotâmia vindo das montanhas do Zagros, não resistiu a um raide hitita comandado por Mursilis I (r. 1556–1526 a.C.). Os cassitas aproveitaram este evento para tomarem o controlo do reino babilónico e adotaram muito rapidamente a cultura babilónica. Não obstante terem sido assimilados culturalmente, os novos governantes trouxeram algumas inovações, nomeadamente as doações de terras feitas pelo soberano, cujos termos constam das inscrições dos cudurrus.
Os cudurrus são estelas de pedra (geralmente calcário), com um texto em acádio e frequentemente com decoração esculpida representando símbolos de deuses. Comemoram  a doação de terra feita por um rei a um vassalo. O cudurru era uma cópia de uma tábua em argila selada pelo soberano e dada ao novo proprietário para que este pudesse provar a sua legitimidade. Em geral era este último que mandava executar em pedra a suas expensas para o colocar num templo para obter a proteção dos deuses.
A maior parte dos cudurrus são decorados com símbolos que representam diferentes deuses do panteão babilónico: o Sol de Samas, o crescente lunar de Sim, a estrela de Istar, os altares com tiara de Anu e de Enlil, o peixe-cabra de Ea, etc. Um exemplo disso é um cudurru de Melisipaque II que comemora uma doação de terras ao seu filho Merodaque-Baladã I. Por vezes há uma cena esculpida acompanha os símbolos, como acontece noutro cudurru de Melisipaque que comemora uma doação à sua filha Hunubate-Nanaia, onde se vê o rei e a sua filha em frente à deusa Nanaia.
Foram descobertas cerca de 160 cudurrus, a maioria deles descobertos em Susa (atualmente no Irão), que para ali foram levados depois de terem sido pilhados na Mesopotâmia pelos elamitas, c. 1 160 a.C.. Somente uma vintena foram descobertos num contexto arqueológico fiável. 63 são datáveis com precisão, o que permite afirmar que foram usados entre os séculos XIV e VII a.C. O primeiro cudurru conhecido na Europa é o chamado seixo Michaux, levado para França em 1786 pelo botânico André Michaux, que o encontrou perto de Ctesifonte.